# Ban Chấp hành Trung ương Đảng Cộng sản Việt Nam khóa V
Đại hội Đảng Cộng sản Việt Nam V họp từ ngày 27 đến ngày 31 tháng 3 năm 1982 đã bầu ra Ban Chấp hành Trung ương khóa V (1982-1986) gồm 116 ủy viên chính thức và 36 ủy viên dự khuyết.

## Các Hội nghị
| Hội nghị TW lần thứ | Bắt đầu-Kết thúc | Thời gian | Nội dung chính |
| ------------------- | ---------------- | --------- | --- |
| 1                   | 30/3/1982        | 1 ngày    | Ban Chấp hành Trung ương họp bầu Lê Duẩn được bầu làm Tổng Bí thư. Bầu Bộ Chính trị và Ban Bí thư. |
| 2                   | 7/1982           | -         | Hội nghị quyết định chương trình công tác toàn khoá và quy chế làm việc của Ban Chấp hành Trung ương nhằm thực hiện thắng lợi nghị quyết của Đại hội lần thứ V. |
| 3                   | 12/1982          | -         | Hội nghị xác định phương hướng nhiệm vụ kinh tế - xã hội và mức phấn đấu cụ thể từ năm 1983 đến năm 1985. Hội nghị còn quyết định một số vấn đề cấp bách về phân phối lưu thông, về phân cấp quản lý kinh tế, về công tác xây dựng và tăng cường cấp huyện. |
| 4                   | 6/1983           | -         | Hội nghị bàn về công tác tư tưởng và tổ chức. Hội nghị đã kiểm điểm, đánh giá những khuyết điểm về công tác tư tưởng và tổ chức là một trở ngại lớn đối với việc thực hiện đường lối chính sách của Đảng và pháp luật của Nhà nước; vạch ra các nhiệm vụ về công tác tư tưởng và tổ chức cấp bách cần tập trung giải quyết. |
| 5                   | 12/1983          | -         | Hội nghị đã thông qua phương hướng, nhiệm vụ kế hoạch kinh tế - xã hội năm 1984 và quyết định những chủ trương và biện pháp chấn chỉnh mặt trận lưu thông phân phối. |
| 6                   | 7/1984           | -         | Hội nghị quyết định: phải phát huy quyền làm chủ của nhân dân lao động, tính chủ động, sáng tạo và mọi khả năng của cơ sở; tổ chức lại sản xuất, từng bước xây dựng cơ chế quản lý mới, phân công, phân cấp quản lý đúng đắn; giải quyết một số vấn đề cấp bách về phân phối lưu thông, đặc biệt là các lĩnh vực thị trường, giá, lương, tiền nhằm phục vụ tốt cơ sở, đồng thời giải quyết đúng mối quan hệ phân phối trong nền kinh tế quốc dân. |
| 7                   | 12/1984          | -         | Hội nghị họp bàn về phương hướng, nhiệm vụ kinh tế - xã hội năm 1985 và công tác xây dựng huyện, tăng cường cấp huyện. |
| 8                   | 6/1985           | -         | Hội nghị bàn về vấn đề giá, lương, tiền. |
| 9                   | 12/1985          | -         | Hội nghị đã kiểm điểm tình hình thực hiện kế hoạch nhà nước năm 1985 và đề ra nhiệm vụ kinh tế - xã hội năm 1986 nhằm tạo nên một chuyển biến mạnh trong việc thực hiện cơ chế mới, quản lý kinh tế - xã hội, sử dụng lao động, đất đai và những cơ sở vật chất - kỹ thuật đã có, đổi mới kế hoạch hoá... |
| 10                  | 5/1986           | -         | Hội nghị phân tích những khuyết điểm, sai lầm trong việc chỉ đạo công tác giá lương tiền, khẳng định quyết tâm chiến lược xoá bỏ tập trung quan liêu bao cấp, chuyển sang hạch toán kinh doanh xã hội chủ nghĩa, Hội nghị còn thảo luận và góp ý bản Báo cáo chính trị để trình bày tại Đại hội lần thứ VI của Đảng. |
| Đặc biệt            | 7/1986           | -         | Hội nghị họp phiên đặc biệt. Trường Chinh được bầu giữ chức Tổng Bí thư Ban Chấp hành Trung ương Đảng thay Lê Duẩn đã từ trần ngày 10-7-1986. |
| 11                  | 11/1986          | -         | Hội nghị kiểm điểm, hoàn thiện công việc chuẩn bị Đại hội VI và quyết định triệu tập Đại hội VI sẽ họp công khai vào tháng 12-1986. |
| 12                  | 12/1986          | -         | Hội nghị họp tiếp tục thảo luận vấn đề nhân sự và thông qua danh sách giới thiệu Ban Chấp hành Trung ương mới để trình Đại hội VI. |

## Ủy viên chính thức
| STT | Họ và tên         |
| --- | ----------------- |
| 1   | Lê Duẩn           |
| 2   | Trường Chinh      |
| 3   | Phạm Văn Đồng     |
| 4   | Phạm Hùng         |
| 5   | Lê Đức Thọ        |
| 6   | Võ Nguyên Giáp    |
| 7   | Nguyễn Duy Trinh  |
| 8   | Lê Thanh Nghị     |
| 9   | Trần Quốc Hoàn    |
| 10  | Văn Tiến Dũng     |
| 11  | Nguyễn Văn Linh   |
| 12  | Lê Văn Lương      |
| 13  | Chu Huy Mân       |
| 14  | Võ Chí Công       |
| 15  | Tố Hữu            |
| 16  | Võ Văn Kiệt       |
| 17  | Đỗ Mười           |
| 18  | Nguyễn Thanh Bình |
| 19  | Nguyễn Văn Chí    |
| 20  | Đỗ Chính          |
| 21  | Cao Đăng Chiếm    |
| 22  | Nguyễn Côn        |
| 23  | Lê Quang Đạo      |
| 24  | Nguyễn Thị Định   |
| 25  | Trần Độ           |
| 26  | Trần Đông         |
| 27  | Ngô Duy Đông      |
| 28  | La Lâm Gia        |
| 29  | Song Hào          |
| 30  | Vũ Thị Hồng       |
| 31  | Lê Khắc           |
| 32  | Bùi Thanh Khiết   |
| 33  | Nguyễn Lam        |
| 34  | Trần Lâm          |
| 35  | Trần Lê           |
| 36  | Trần Văn Long     |
| 37  | Đồng Sĩ Nguyên    |
| 38  | Nguyễn Thị Như    |
| 39  | Đỗ Văn Nguyện     |

| STT | Họ và tên                                |
| --- | ---------------------------------------- |
| 40  | Vũ Oanh                                  |
| 41  | Trần Phương                              |
| 42  | Trần Quyết                               |
| 43  | Trần Quỳnh                               |
| 44  | Trần Văn Sớm                             |
| 45  | Nguyễn Đức Tâm                           |
| 46  | Nguyễn Cơ Thạch                          |
| 47  | Đặng Thí                                 |
| 48  | Nguyễn Hữu Thụ                           |
| 49  | Nguyễn Đức Thuận                         |
| 50  | Đào Duy Tùng                             |
| 51  | Hoàng Tùng                               |
| 52  | Nguyễn Đình Tứ                           |
| 53  | Nguyễn Ngọc Trìu                         |
| 54  | Nguyễn Vịnh                              |
| 55  | Trần Xuân Bách                           |
| 56  | Nguyễn Đức Bình                          |
| 57  | Lê Đức Bình                              |
| 58  | Nguyễn Thị Bình                          |
| 59  | Vũ Đại                                   |
| 60  | Trần Hữu Đắc                             |
| 61  | Nguyễn Hòa, bí danh:Trần Doanh (Dầu khí) |
| 62  | Đinh Nho Liêm                            |
| 63  | Vũ Mão                                   |
| 64  | Bình Phương                              |
| 65  | Vũ Quang                                 |
| 66  | Lê Đức Thịnh                             |
| 67  | Nguyễn Văn Chính                         |
| 68  | Lê Quang Chữ                             |
| 69  | Y Ngông Niê Kdăm                         |
| 70  | Nguyễn Đáng                              |
| 71  | Lê Văn Hiền                              |
| 72  | Trần Quốc Hương                          |
| 73  | Nguyễn Xuân Hữu                          |
| 74  | Trần Kiên                                |
| 75  | Vũ Đình Liệu                             |
| 76  | Vũ Ngọc Linh                             |
| 77  | Hoàng Trường Minh                        |
| 78  | Y Một                                    |

| STT | Họ và tên                 |
| --- | ------------------------- |
| 79  | Hồ Nghinh                 |
| 80  | Lê Văn Phẩm               |
| 81  | Bùi San                   |
| 82  | Nguyễn Văn Sĩ (Ksor Kron) |
| 83  | Bùi Quang Tạo             |
| 84  | Lê Việt Thắng             |
| 85  | Lê Phước Thọ              |
| 86  | Mai Chí Thọ               |
| 87  | Trần Vỹ                   |
| 88  | Phạm Bái                  |
| 89  | Nguyễn Kỳ Cẩm             |
| 90  | Nguyễn Văn Đức            |
| 91  | Nguyễn Văn Hơn            |
| 92  | Phạm Văn Hy               |
| 93  | Hoàng Nó                  |
| 94  | Hoàng Quy                 |
| 95  | Phan Minh Tánh            |
| 96  | La Thăng                  |
| 97  | Võ Trung Thành            |
| 98  | Vũ Thắng                  |
| 99  | Hoàng Minh Thắng          |
| 100 | Lâm Văn Thê               |
| 101 | Vương Dương Tường         |
| 102 | Lê Đức Anh                |
| 103 | Hoàng Cầm                 |
| 104 | Lê Ngọc Hiền              |
| 105 | Đặng Vũ Hiệp              |
| 106 | Đoàn Khuê                 |
| 107 | Vũ Lập                    |
| 108 | Bùi Phùng                 |
| 109 | Nguyễn Quyết              |
| 110 | Lê Trọng Tấn              |
| 111 | Hoàng Văn Thái            |
| 112 | Đàm Quang Trung           |
| 113 | Nguyễn Thế Bôn            |
| 114 | Nguyễn Minh Châu          |
| 115 | Nguyễn Nam Khánh          |
| 116 | Trần Văn Phác             |

Sau bổ sung thêm 5 ủy viên chính thức: Nguyễn Tấn Trịnh, Đoàn Duy Thành (từ năm 1983), Phan Thanh Liêm (Bộ trưởng), Phan Văn Khải, Nguyễn Thị Ngọc Liên (từ năm 1984).
Xếp theo thứ tự ABC
| STT | Họ và tên         |
| --- | ----------------- |
| 1   | Lê Đức Anh        |
| 2   | Trần Xuân Bách    |
| 3   | Phạm Bái          |
| 4   | Lê Đức Bình       |
| 5   | Nguyễn Đức Bình   |
| 6   | Nguyễn Thanh Bình |
| 7   | Nguyễn Thị Bình   |
| 8   | Nguyễn Thế Bôn    |
| 9   | Hoàng Cầm         |
| 10  | Nguyễn Kỳ Cẩm     |
| 11  | Nguyễn Minh Châu  |
| 12  | Nguyễn Văn Chí    |
| 13  | Cao Đăng Chiếm    |
| 14  | Trường Chinh      |
| 15  | Đỗ Chính          |
| 16  | Nguyễn Văn Chính  |
| 17  | Lê Quang Chữ      |
| 18  | Nguyễn Côn        |
| 19  | Võ Chí Công       |
| 20  | Lê Duẩn           |
| 21  | Văn Tiến Dũng     |
| 22  | Vũ Đại            |
| 23  | Nguyễn Đáng       |
| 24  | Lê Quang Đạo      |
| 25  | Trần Hữu Đắc      |
| 26  | Nguyễn Thị Định   |
| 27  | Trần Độ           |
| 28  | Ngô Duy Đông      |
| 29  | Trần Đông         |
| 30  | Phạm Văn Đồng     |
| 31  | Nguyễn Văn Đức    |
| 32  | La Lâm Gia        |
| 33  | Võ Nguyên Giáp    |
| 34  | Song Hào          |
| 35  | Lê Ngọc Hiền      |
| 36  | Lê Văn Hiền       |
| 37  | Đặng Vũ Hiệp      |
| 38  | Nguyễn Hòa        |
| 39  | Trần Quốc Hoàn    |
| 40  | Vũ Thị Hồng       |

| STT | Họ và tên                      |
| --- | ------------------------------ |
| 41  | Nguyễn Văn Hơn                 |
| 42  | Phạm Hùng                      |
| 43  | Trần Quốc Hương                |
| 44  | Tố Hữu                         |
| 45  | Nguyễn Xuân Hữu                |
| 46  | Phạm Văn Hy                    |
| 47  | Y Ngông Niê Kdăm               |
| 48  | Phan Văn Khải (từ 1984)        |
| 49  | Nguyễn Nam Khánh               |
| 50  | Lê Khắc                        |
| 51  | Bùi Thanh Khiết                |
| 52  | Đoàn Khuê                      |
| 53  | Trần Kiên                      |
| 54  | Võ Văn Kiệt                    |
| 55  | Nguyễn Lam                     |
| 56  | Trần Lâm                       |
| 57  | Vũ Lập                         |
| 58  | Trần Lê                        |
| 59  | Đinh Nho Liêm                  |
| 60  | Phan Thanh Liêm (từ 1984)      |
| 61  | Nguyễn Thị Ngọc Liên (từ 1984) |
| 62  | Vũ Đình Liệu                   |
| 63  | Vũ Ngọc Linh                   |
| 64  | Nguyễn Văn Linh                |
| 65  | Trần Văn Long                  |
| 66  | Lê Văn Lương                   |
| 67  | Vũ Mão                         |
| 68  | Chu Huy Mân                    |
| 69  | Hoàng Trường Minh              |
| 70  | Y Một                          |
| 71  | Đỗ Mười                        |
| 72  | Lê Thanh Nghị                  |
| 73  | Hồ Nghinh                      |
| 74  | Đồng Sĩ Nguyên                 |
| 75  | Đỗ Văn Nguyện                  |
| 76  | Nguyễn Thị Như                 |
| 77  | Hoàng Nó                       |
| 78  | Vũ Oanh                        |
| 79  | Trần Văn Phác                  |
| 80  | Lê Văn Phẩm                    |

| STT | Họ và tên                  |
| --- | -------------------------- |
| 81  | Bùi Phùng                  |
| 82  | Bình Phương                |
| 83  | Trần Phương                |
| 84  | Vũ Quang                   |
| 85  | Hoàng Quy                  |
| 86  | Nguyễn Quyết               |
| 87  | Trần Quyết                 |
| 88  | Trần Quỳnh                 |
| 89  | Bùi San                    |
| 90  | Nguyễn Văn Sĩ (Ksor Kron)  |
| 91  | Trần Văn Sớm               |
| 92  | Phan Minh Tánh             |
| 93  | Bùi Quang Tạo              |
| 94  | Nguyễn Đức Tâm             |
| 95  | Lê Trọng Tấn               |
| 96  | Nguyễn Cơ Thạch            |
| 97  | Hoàng Văn Thái             |
| 98  | Đoàn Duy Thành (từ 1983)   |
| 99  | Võ Trung Thành             |
| 100 | La Thăng                   |
| 101 | Hoàng Minh Thắng           |
| 102 | Lê Việt Thắng              |
| 103 | Vũ Thắng                   |
| 104 | Lâm Văn Thê                |
| 105 | Đặng Thí                   |
| 106 | Lê Đức Thịnh               |
| 107 | Mai Chí Thọ                |
| 108 | Lê Đức Thọ                 |
| 109 | Lê Phước Thọ               |
| 110 | Nguyễn Hữu Thụ             |
| 111 | Nguyễn Đức Thuận           |
| 112 | Nguyễn Duy Trinh           |
| 113 | Nguyễn Tấn Trịnh (từ 1983) |
| 114 | Nguyễn Ngọc Trìu           |
| 115 | Đàm Quang Trung            |
| 116 | Đào Duy Tùng               |
| 117 | Hoàng Tùng                 |
| 118 | Nguyễn Đình Tứ             |
| 119 | Vương Dương Tường          |
| 120 | Nguyễn Vịnh                |
| 121 | Trần Vỹ                    |

## Ủy viên dự khuyết
| STT | Họ và tên        |
| --- | ---------------- |
| 1   | Nguyễn Chân      |
| 2   | Nguyễn Cảnh Dinh |
| 3   | Lê Văn Dỹ        |
| 4   | Phan Xuân Đợt    |
| 5   | Hồng Hà          |
| 6   | Nguyễn Văn Hiệu  |
| 7   | Phạm Hưng        |
| 8   | Đặng Hữu         |
| 9   | Nguyễn Khánh     |
| 10  | Đinh Văn Lạp     |
| 11  | Trần Đức Lương   |
| 12  | Chu Tam Thức     |

| STT | Họ và tên                                            |
| --- | ---------------------------------------------------- |
| 13  | Phan Ngọc Tường                                      |
| 14  | Lê Văn Triết                                         |
| 15  | Nguyễn Tấn Trịnh (chính thức từ năm 1983)            |
| 16  | Hà Xuân Trường                                       |
| 17  | Nguyễn Chí Vu                                        |
| 18  | Phạm Thế Duyệt                                       |
| 19  | Trần Thị Đường                                       |
| 20  | Vũ Ngọc Hải                                          |
| 21  | Vũ Tuyên Hoàng                                       |
| 22  | Phan Thanh Liêm (Bộ trưởng) (chính thức từ năm 1984) |
| 23  | Nguyễn Thị Yến                                       |
| 24  | Nguyễn Văn An                                        |

| STT | Họ và tên                                     |
| --- | --------------------------------------------- |
| 25  | Lê Đại                                        |
| 26  | Trần Anh Điền                                 |
| 27  | Hà Trọng Hòa                                  |
| 28  | Hà Thiết Hùng                                 |
| 29  | Phan Văn Khải (chính thức từ năm 1984)        |
| 30  | Trần Tấn                                      |
| 31  | Đoàn Duy Thành (chính thức từ năm 1983)       |
| 32  | Đoàn Thanh Vị                                 |
| 33  | Nguyễn Thị Ngọc Liên (chính thức từ năm 1984) |
| 34  | Tráng A Pao                                   |
| 35  | Nguyễn Hòa (Quân đội)                         |
| 36  | Hồ Quang Hóa                                  |

Xếp theo thứ tự ABC
| STT | Họ và tên        |
| --- | ---------------- |
| 1   | Nguyễn Văn An    |
| 2   | Nguyễn Chân      |
| 3   | Nguyễn Cảnh Dinh |
| 4   | Phạm Thế Duyệt   |
| 5   | Lê Văn Dỹ        |
| 6   | Lê Đại           |
| 7   | Trần Anh Điền    |
| 8   | Phan Xuân Đợt    |
| 9   | Trần Thị Đường   |
| 10  | Hồng Hà          |
| 11  | Vũ Ngọc Hải      |
| 12  | Nguyễn Văn Hiệu  |

| STT | Họ và tên                       |
| --- | ------------------------------- |
| 13  | Nguyễn Hòa                      |
| 14  | Hà Trọng Hòa                    |
| 15  | Hồ Quang Hóa                    |
| 16  | Vũ Tuyên Hoàng                  |
| 17  | Hà Thiết Hùng                   |
| 18  | Phạm Hưng                       |
| 19  | Đặng Hữu                        |
| 20  | Phan Văn Khải (đến 1984)        |
| 21  | Nguyễn Khánh                    |
| 22  | Đinh Văn Lạp                    |
| 23  | Phan Thanh Liêm (đến 1984)      |
| 24  | Nguyễn Thị Ngọc Liên (đến 1984) |

| STT | Họ và tên                   |
| --- | --------------------------- |
| 25  | Trần Đức Lương              |
| 26  | Tráng A Pao                 |
| 27  | Trần Tấn                    |
| 28  | Đoàn Duy Thành (đến 1983)   |
| 29  | Chu Tam Thức                |
| 30  | Lê Văn Triết                |
| 31  | Nguyễn Tấn Trịnh (đến 1983) |
| 32  | Hà Xuân Trường              |
| 33  | Phan Ngọc Tường             |
| 34  | Đoàn Thanh Vị               |
| 35  | Nguyễn Chí Vu               |
| 36  | Nguyễn Thị Yến              |

## Ủy viên Bộ Chính trị
- ủy viên chính thức:

1. Lê Duẩn (Tổng Bí thư đến khi mất năm 1986)
2. Trường Chinh (Tổng Bí thư sau khi Lê Duẩn mất)
3. Phạm Văn Đồng
4. Phạm Hùng
5. Lê Đức Thọ
6. Văn Tiến Dũng
7. Võ Chí Công
8. Chu Huy Mân
9. Tố Hữu
10. Võ Văn Kiệt
11. Đỗ Mười
12. Lê Đức Anh
13. Nguyễn Đức Tâm
14. Nguyễn Văn Linh (bổ sung từ tháng 6 năm 1985).

- ủy viên dự khuyết:

1. Nguyễn Cơ Thạch
2. Đồng Sĩ Nguyên

## Ban Bí thư
1. Lê Duẩn (Tổng Bí thư đến khi mất năm 1986)
2. Lê Đức Thọ
3. Võ Chí Công
4. Nguyễn Đức Tâm
5. Nguyễn Lam
6. Lê Quang Đạo
7. Hoàng Tùng
8. Nguyễn Thanh Bình
9. Trần Kiên
10. Trần Xuân Bách
11. Nguyễn Văn Linh (bổ sung từ tháng 6 năm 1986)